# 鄧麗君15週年巡迴演唱會
鄧麗君15週年巡迴演唱會是臺灣女歌手鄧麗君為慶祝出道15週年舉辦的巡迴演唱會。此次巡演首站於1983年12月29日在香港紅磡體育館舉行，共五天六場；隨後於1984年1月7日及8日於臺北市中華體育館舉辦兩場演唱會，取名“十億個掌聲”，臺灣電視公司錄影轉播、中央廣播電臺錄音轉播、田文仲主持、台視大樂團伴奏，台視文化公司出版《鄧麗君15週年巡迴演唱會紀念特刊》（非賣品，凭入场券进场后附赠给观众）；之後於1984年1月12日及13日，於新加坡國家劇場展開巡演；最後在1984年1月17日，於馬來西亞吉隆坡默迪卡體育場結束共11场的全部巡演。
此次巡演開創多項先河。香港站的演出，令鄧麗君成為香港红磡體育館自1983年4月啟用後，首位於該場地舉辦演唱會的臺灣女歌手，亦是首位於該館連開六場演唱會、舉辦跨年演唱會的藝人。接着的臺北站，亦是首次於中華文化體育活動中心成功連續舉辦兩場演出的演唱會，是台灣本土的首場大型商業演唱會。

## 曲目
此列表僅列香港場部分曲目。其他場次之曲目，根據地區及語言受眾，選曲有所變化。
1. 《漫步人生路》
2. 《獨上西樓》
3. 《夜來香》
4. 《南海姑娘》/ 《難忘的初戀情人》/《千言萬語》/《原鄉情濃》/《奈何》/《水上人》/《雲河》/《原鄉人》/《甜蜜蜜》
5. 《但願人長久》
6. 《遇見你》
7. 《Every Breath You Take（英语：Every Breath You Take）》（翻唱警察樂隊歌曲）
8. 《Beat it》（翻唱迈克尔·杰克逊歌曲）
9. 《小城故事》
10. 《東山飄雨西山晴》
11. 《忘記他》
12. 《Flashdance... What a Feeling（英语：Flashdance... What a Feeling）》（翻唱Irene Cara（英语：Irene Cara）歌曲）
13. 《月亮代表我的心》
14. 《你怎麼說》
15. 《何日君再來》
16. 《漫步人生路》

## 演出場次
| 日期           | 城市   | 國家     | 場地                 |
| -------------- | ------ | -------- | -------------------- |
| 1983年12月29日 | 香港   | 英屬香港 | 香港體育館           |
| 1983年12月30日 | 香港   | 英屬香港 | 香港體育館           |
| 1983年12月31日 | 香港   | 英屬香港 | 香港體育館           |
| 1984年1月1日   | 香港   | 英屬香港 | 香港體育館           |
| 1984年1月2日   | 香港   | 英屬香港 | 香港體育館           |
| 1984年1月3日   | 香港   | 英屬香港 | 香港體育館           |
| 1984年1月7日   | 臺北   | 臺灣     | 中華文化體育活動中心 |
| 1984年1月8日   | 臺北   | 臺灣     | 中華文化體育活動中心 |
| 1984年1月12日  | 新加坡 | 新加坡   | 國家劇場             |
| 1984年1月13日  | 新加坡 | 新加坡   | 國家劇場             |
| 1984年1月17日  | 吉隆坡 | 马来西亚 | 默迪卡體育場         |